# Manuel Fettner
Manuel Fettner (Vienna, 17 giugno 1985) è un saltatore con gli sci austriaco, campione olimpico nella gara a squadre a Pechino 2022.

## Biografia
In Coppa del Mondo ha esordito il 4 gennaio 2001 a Innsbruck (44º), ha ottenuto il primo podio il 29 dicembre 2010 a Oberstdorf (3º) e la prima vittoria l'11 marzo 2017 a Oslo Holmenkollen.
In carriera ha partecipato a due edizioni dei Giochi olimpici invernali, Pyeongchang 2018 (23º nel trampolino normale, 32º nel trampolino lungo, 4º nella gara a squadre) e Pechino 2022, dove ha vinto la medaglia d'oro nella gara a squadre, quella d'argento nel trampolino normale e si è classificato 7º nel trampolino lungo e 5º nella gara a squadre mista. Ha inoltre preso parte a quattro edizioni dei Campionati mondiali, vincendo due medaglie, e a tre dei Mondiali di volo, vincendo due medaglie.

## Palmarès

### Olimpiadi
- 2 medaglie:
  - 1 oro (gara a squadre a Pechino 2022)
  - 1 argento (trampolino normale a Pechino 2022)

### Mondiali
- 2 medaglie:
  - 1 oro (gara a squadre dal trampolino lungo a Val di Fiemme 2013)
  - 1 bronzo (gara a squadre dal trampolino lungo a Lahti 2017)

### Mondiali di volo
- 2 medaglie:
  - 1 argento (gara a squadre a Tauplitz 2024)
  - 1 bronzo (gara a squadre a Tauplitz 2016)

### Mondiali juniores
- 4 medaglie:
  - 1 oro (gara a squadre a Sollefteå 2003)
  - 3 argenti (trampolino normale, gara a squadre a Karpacz/Szklarska Poręba 2001; gara a squadre a Schonach im Schwarzwald 2002)

### Universiadi
- 4 medaglie:
  - 3 ori (trampolino normale, trampolino lungo a Innsbruck 2005; gara a squadre a Torino 2007)
  - 1 bronzo (gara a squadre a Innsbruck 2005)

### Coppa del Mondo
- Miglior piazzamento in classifica generale: 10º nel 2017 e nel 2023
- 26 podi (5 individuali, 21 a squadre):
  - 6 vittorie (a squadre)
  - 8 secondi posti (1 individuale, 7 a squadre)
  - 12 terzi posti (4 individuali, 8 a squadre)

#### Coppa del Mondo - vittorie
| Data            | Località          | Nazione  | Trampolino                                                                   |
| --------------- | ----------------- | -------- | ---------------------------------------------------------------------------- |
| 11 marzo 2017   | Oslo Holmenkollen | Norvegia | Holmenkollen HS134 (con Michael Hayböck, Markus Schiffner e Stefan Kraft)    |
| 4 dicembre 2021 | Wisła             | Polonia  | Malinka HS134 (con Jan Hörl, Daniel Huber e Stefan Kraft)                    |
| 9 gennaio 2022  | Bischofshofen     | Austria  | Paul Ausserleitner HS142 (con Jan Hörl, Philipp Aschenwald e Daniel Huber)   |
| 14 gennaio 2023 | Zakopane          | Polonia  | Wielka Krokiew HS140 (con Daniel Tschofenig, Michael Hayböck e Stefan Kraft) |
| 20 gennaio 2024 | Zakopane          | Polonia  | Wielka Krokiew HS140 (con Michael Hayböck, Jan Hörl e Stefan Kraft)          |
| 29 marzo 2025   | Planica           | Slovenia | Letalnica HS240 (con Daniel Tschofenig, Jan Hörl e Stefan Kraft)             |

#### Torneo dei quattro trampolini
- 1 podio[1]:
  - 1 terzo posto

### Campionati austriaci
- 10 medaglie[2]:
  - 2 ori (gara a squadre nel 2011; trampolino normale nel 2013)
  - 3 argenti (trampolino normale nel 2001; trampolino normale nel 2012; gara a squadre nel 2016)
  - 5 bronzi (trampolino lungo nel 2011; trampolino lungo nel 2012; gara a squadre nel 2013; trampolino normale nel 2014; trampolino normale nel 2016)